# Экспоненциальная сложность
Экспоненциальная сложность — в теории сложности алгоритмов, сложность задачи, ограниченная экспонентой от полинома от размерности задачи, то есть ограничена функцией {\displaystyle \exp(P(n))}, где {\displaystyle P} — некоторый многочлен, а {\displaystyle n} — размер задачи. В этом случае говорят, что сложность задачи растёт экспоненциально.  Часто под сложностью подразумевают время выполнения алгоритма. В этом случае говорят, что алгоритм принадлежит к классу EXPTIME. Однако сложность может относиться и к памяти или другим ресурсам, нужным для работы алгоритма.
Различие между полиномиальными и экспоненциальными алгоритмами восходит к фон Нейману.

## Временная сложность
Задачи с экспоненциальной сложностью времени работы образуют класс EXPTIME, в формально определяемый как:
{\displaystyle {\text{EXPTIME}}=\bigcup _{k=1}^{\infty }TIME\left(2^{n^{k}}\right)},
где {\displaystyle TIME(f(n))} — множество задач, которые могут быть решены алгоритмами, время работы которых ограничено сверху функцией {\displaystyle f(t)} .

## Сравнение с полиномиальной сложностью
Принято считать, что алгоритмы с полиномиальной сложностью являются «быстрыми», в то время как алгоритмы, сложность которых больше полиномиальной, — «медленными». С этой точки зрения алгоритмы с экспоненциальной сложностью являются медленными. Однако, это предположение не совсем точное. Дело в том, что время работы алгоритма зависит от значения n (размерности задачи) и сопутствующих констант скрытых в O-нотации. В некоторых случаях для малых значений n полиномиальное время может превосходить экспоненциальное. Однако, для больши́х значений n время работы алгоритма с экспоненциальной сложностью существенно больше.

## Субэкспоненциальная сложность
Существуют алгоритмы, которые работают более, чем за полиномиальное время («сверх-полиномиальное»), но менее, чем за экспоненциальное время («суб-экспоненциальное»). Примером такой задачи является разложение целого числа на простые множители (факторизация). Такие алгоритмы также относятся к «медленным».